# Dumitru Dumitriu
Dumitru „Țiți“ Dumitriu (* 19. November 1945 in Bukarest) ist ein ehemaliger rumänischer Fußballspieler und derzeitiger -trainer. Er bestritt 167 Spiele in der höchsten rumänischen Fußballliga, der Divizia A (heute Liga 1). Als Trainer konnte er viermal die rumänische Meisterschaft gewinnen.

## Spielerkarriere

### Vereine
Nach seiner Jugendzeit bei Rapid Bukarest wechselte Dumitriu im Jahr 1964 zu ASA Sibiu und kam während der Saison 1964/65 zu Metalul Târgoviște, das seinerzeit in der zweithöchsten rumänischen Spielklasse, der Divizia B, antrat. Ein Jahr später wechselte er zum Ligakonkurrenten AS Armata Târgu Mureș, wo ihm im Jahr 1967 der Aufstieg in die erste Liga, die Divizia A, gelang. Am 20. August 1967 kam er dort zu seinem ersten Einsatz. Nach dem Klassenerhalt am Ende der Saison wechselte er zu Steaua Bukarest, einem der besten Vereine des Landes.
Mit Steaua konnte Dumitriu zwar um die rumänische Meisterschaft mitspielen, diese aber nicht gewinnen. Stattdessen errang er in den Jahren 1969, 1970 und 1971 dreimal in Folge den rumänischen Pokal. Nachdem er in der Saison 1971/72 nicht mehr regelmäßig eingesetzt worden war, verließ er Steaua nach vier Jahren und kehrte zu seinem früheren Klub Rapid Bukarest zurück. Mit Rapid verlief die Saison lediglich im Europapokal zufriedenstellend.
Im Sommer 1973 wechselte Dumitriu in die Divizia B und schloss sich Olimpia Satu Mare an. Trotz des Aufstiegs zog es ihn ein Jahr später zum Ligakonkurrenten FCM Galați, mit dem er am Ende der Saison den letzten Platz belegte. Im Jahr 1975 wechselte er in die Divizia C zu ICSIM Bukarest, wo er als Spielertrainer begann und im Jahr 1977 seine Karriere beendete.

### Nationalmannschaft
Dumitru bestritt ein Länderspiel für die rumänische Fußballnationalmannschaft am 24. Dezember 1967 im Freundschaftsspiel gegen die Demokratische Republik Kongo.

## Trainerkarriere
Schon zum Ende seiner aktiven Laufbahn war Dumitriu als Spielertrainer bei ICSIM Bukarest in der Divizia C tätig. Im Jahr 1978 kam er zum gerade in die Divizia C abgestiegenen CS Botoșani, wo ihm der sofortige Wiederaufstieg gelang. Nachdem in der folgenden Spielzeit der Durchmarsch knapp verpasst worden war, übernahm er im Jahr 1980 den Ligakonkurrenten Ceahlăul Piatra Neamț. Hier konnte er sich zweimal im Mittelfeld der Divizia B platzieren und wechselte im Jahr 1982 zu Autobuzul Bukarest, das ebenfalls in der Divizia B spielte. Auch hier sprangen zwei Mittelfeldplätze heraus, ehe Dumitriu im Jahr 1984 zum gerade in dieselbe Spielklasse aufgestiegenen Verein Steaua Mizil kam. Nach zwei Spielzeiten im Mittelfeld wurde sein Vertrag nicht verlängert. 1987 trainierte er den Drittligisten Rulmentul Bârlad.
Dumitriu zog sich vorübergehend vom Fußball zurück, bis er im Jahr 1990 einen 45-tägigen Kurs in der Trainerschule von Coverciano absolvierte. Danach übernahm er die rumänische U-21-Nationalmannschaft, die er ein Jahr lang betreute. Mit seinem kurzen Engagement bei Dacia Unirea Brăila verhalf Dumitriu dem Klub in der Saison 1991/92 mit Rang 6 zur besten Platzierung in der Vereinsgeschichte. Im Jahr 1992 kam er als Co-Trainer unter Anghel Iordănescu zu seinem früheren Verein Steaua Bukarest. Dumitriu folgte Iordănescu ein Jahr später auch als Assistenztrainer zur rumänischen Nationalmannschaft. Im Sommer 1994 kehrte er zu Steaua zurück und wurde als Nachfolger von Emerich Jenei Cheftrainer.
Mit Steaua hatte Dumitriu seine erfolgreichste Zeit als Trainer. Er konnte in den Jahren 1995, 1996 und 1997 die rumänische Meisterschaft sowie in den Jahren 1996 und 1997 den rumänischen Pokal gewinnen. In der Champions League erreichte der Klub jeweils die Gruppenphase, schied dort aber aus.
Nach drei Jahren bei Steaua wechselte Dumitriu im Jahr 1997 nach Griechenland zu AEK Athen. Dort konnte er jedoch keinen Titel gewinnen und musste ein Jahr später den Verein kurz vor Saisonschluss bereits wieder verlassen. Nach einem Zwischenstopp auf Zypern trainierte er im März 1999 Rapid Bukarest, wo er den für kurze Zeit zu Inter Mailand gewechselten Mircea Lucescu ersetzte. Zu Beginn der Saison 1999/2000 übernahm er Oțelul Galați. Nach einem neunten Platz am Saisonende wechselte er zum Ligakonkurrenten AS Rocar Bukarest. Dort stieg er am Ende der Saison 2000/01 ab, konnte mit dem Erreichen des Pokalendspiels jedoch den größten Erfolg der Vereinsgeschichte verbuchen.
Dumitriu wagte sich erneut nach Griechenland, wo er Panionios Athen übernahm. Bereits ein Jahr später wechselte er im Sommer 2002 zurück nach Rumänien zu FCM Bacău, wurde jedoch schon im Oktober wegen Erfolglosigkeit entlassen. Nach einer kurzen Zeit als Trainer von Akratitos Ano Liosia trainierte Dumitru in der Rückrunde der Saison 2003/04 kurzzeitig den FC Oradea in der Divizia A. Während seiner Amtszeit konnte aber nur ein einziger Punkt in fünf Ligaspielen errungen werden, so dass der Verein am Ende der Saison abstieg. Nach einer kurzen Zeit bei Politehnica AEK Timișoara von Juli bis August 2004 wurde Dumitriu nach zwei Niederlagen in den ersten beiden Ligaspielen entlassen. Gegen Ende der Saison 2004/05 übernahm er für drei Spiele Steaua Bukarest als Nachfolger von Walter Zenga und konnte seine vierte Meisterschaft feiern.
Anschließend wechselte Dumitriu zu dem neu gegründeten Verein FC Prefab 05 Modelu, zunächst als technischer Direktor und Trainer. Von 2007 bis zu dessen Auflösung im November 2008 war er Präsident des Zweitligisten. Anfang 2010 übernahm er das Training bei der zweiten Mannschaft von Steaua Bukarest in der Liga II, nahm Mitte April 2010 aber ein Angebot aus der ersten Liga an. Bei seinem Engagement bei Politehnica Iași gelang ihm in den letzten sieben Ligaspielen der Rückrunde der Saison 2009/10 allerdings kein einziger Sieg, was zu dem Abstieg des Vereins in die Liga II und zu der Auflösung seines Vertrags führte.
Dumitriu wurde im September 2010 Koordinator des Jugendbereichs bei Steaua Bukarest. Er geriet in die Schlagzeilen, als der von ihm am 13. September 2010 entlassene Jugendtrainer Lucian Bălan am 28. September 2010 einen Selbstmordversuch unternahm und diese Entlassung anschließend dafür verantwortlich machte sowie Dumitriu der versuchten Spielmanipulation zu Beginn der Saison 1994/95 beschuldigte.

## Erfolge

### Als Spieler
- Rumänischer Pokalsieger (3): 1968/69, 1969/70, 1970/71 (mit Steaua Bukarest)

### Als Co-Trainer
- Rumänischer Meister (3): 1987/88, 1988/89, 1992/93 (Steaua Bukarest)
- Rumänischer Vizemeister: 1989/90 (Steaua Bukarest)
- Rumänischer Pokalsieger: 1988/89 (Steaua Bukarest)
- Finalist im Europapokal der Landesmeister: 1988/89 (Steaua Bukarest)
- Halbfinalist im Europapokal der Landesmeister: 1987/88 (Steaua Bukarest)
- Viertelfinalist im Europapokal der Pokalsieger: 1992/93 (Steaua Bukarest)
- Viertelfinalist bei der WM 1994 (Rumänien)

### Als Trainer
- Rumänischer Meister (4): 1994/95, 1995/96, 1996/97, 2004/05 (Steaua Bukarest)
- Rumänischer Supercup-Sieger (2): 1994, 1995 (Steaua Bukarest)
- Rumänischer Pokalsieger (2): 1995/96, 1996/97 (Steaua Bukarest)
- Viertelfinalist im Europapokal der Pokalsieger: 1997/98 (AEK Athen)
- Rumänischer Pokal-Finalist: 2000/01 (Rocar Bukarest)

## Auszeichnungen
Am 25. März 2008 wurde Dumitriu vom rumänischen Staatspräsidenten Traian Băsescu für die Leistungen als Co-Trainer der Nationalmannschaft mit dem Verdienstorden „Meritul sportiv“ III. Klasse ausgezeichnet. Er ist Verdienter Meister des Sports.

## Privates
Dumitru Dumitriu ist der jüngere Bruder von Emil Dumitriu (* 1942), der siebenfacher rumänischer Nationalspieler war. Zur Unterscheidung von seinen Namensvettern wurde er in der rumänischen Sportpresse auch als Dumitriu III bezeichnet.